# Auchroisk
Auchroisk est une des plus jeunes distilleries d'Écosse. Elle est située à Mulben, dans la région de Moray. Elle fut construite en 1974 par Justerini & Brooks (J&B) — qui possédait déjà à l'époque les distilleries de Glen Spey, Knockando et Strathmill — afin de répondre à la demande de l'industrie des whiskies blended.
Un premier single malt fut produit pour l'assemblage dès 1978. La première mise en bouteille d'un single malt eut lieu en 1986 sous le nom « The Singleton », le nom gaélique Auchroisk semblant trop compliqué à prononcer pour le client moyen. Il se prononce en effet ofreujsk. L'appellation traditionnelle fut cependant réutilisée dès 2001 avec la mise en bouteille du Auchroisk 10 Year Old Flora & Fauna.
90 % de la production de la distillerie est aujourd'hui destinée à l'assemblage.